# F. Marian McNeill
Florence Marian McNeill (* 26. März 1885 in Holm, Orkney; † 22. Februar 1973 in Edinburgh) war eine schottisch-britische Autorin, Herausgeberin, Suffragette und politische Aktivistin. Sie wurde vor allem bekannt durch das Werk The Silver Bough, einer vierbändigen Sammlung von Volksmärchen, Legenden und Mythen aus Schottland, sowie diverse Bücher zu Kulinarischem in Schottland.

## Leben
McNeill wurde als achtes von zwölf Kindern von Jessie Janet Dewar aus Fochabers und Daniel McNeill, einem Pfarrer der Free Kirk aus Argyll und fast fünfzig Jahre lang Pfarrer von Holm, geboren. Ihre Schwester war Mary McNeill, eine Ärztin und Suffragette; der Bruder David wurde wie McNeill Arzt.
Sie wurde an der Kirkwall Burgh School ausgebildet, wo sie mit dem Dichter Edwin Muir befreundet war. McNeill schloss ihr Studium 1912 mit einem MA an der Universität Glasgow ab. Vor ihrem Abschluss reiste sie durch Europa und arbeitete als Assistante Anglaise am Lycée des Jeunes Filles in Marseille (1910–11) und anschließend an der Höheren Mädchenschule in Cottbus.
1913 kehrte sie nach Großbritannien zurück und arbeitete zunächst als Organisatorin für die Scottish Federation of Women's Suffrage Societies und später als Sekretärin für die Association for Moral and Social Hygiene in London, wo sie bis 1917 blieb. Am Ende des Ersten Weltkriegs lebte sie eine Weile als private Englisch-Lehrerin in Griechenland, wo sie Angelos Sikelianos kennenlernte. Danach zog sie zurück nach Edinburgh und begann als freiberufliche Journalistin und Schriftstellerin. Journalistische Beiträge für eine Vielzahl von Publikationen, darunter The Scotsman, der Glasgow Herald und Scottish Field, sicherten ihr ein regelmäßiges Einkommen. Ihr erstes Buch Iona: a History of the Island wurde 1920 veröffentlicht.
In den Jahren zwischen den beiden Weltkriegen engagierte sie sich in der Wiederbelebung der schottischen Literatur und Kultur, eine Bewegung, die als Scottish Renaissance bekannt ist. Sie war eines der Gründungsmitglieder der Scottish National Party, zusammen mit ihrem Bruder Duncan MacNeill, und wurde später deren Vizepräsidentin.
Sie wurde bekannt als Autorität in schottischen kulinarischen Angelegenheiten. The Scots Kitchen: its Traditions and Lore with Old-Time Recipes wurde 1929 veröffentlicht. Dieses enzyklopädische Werk behandelt alle Aspekte des kulinarischen Erbes Schottlands, einschließlich vieler historischer und literarischer Referenzen. Weitere Werke über schottisches Essen waren The Book of Breakfasts (1932), Recommended Recipes (1948), The Scots Cellar: its Traditions and Lore (1956) und Highland Cookery (1971) gehörten. 1929 trat sie dem Team der Scottish National Dictionary Association in Aberdeen als Forscherin für die Enzyklopädie bei. 1932 schrieb sie ihren einzigen Roman, das autobiografische Werk The Road Home.
Ab 1957 veröffentlichte sie das vierbändige Werk The Silver Bough, benannt in Anlehnung an James George Frazers The Golden Bough (deutsch „Der goldene Zweig“). Diese Sammlung schottischer Folklore und Volksglauben behandelt sowohl die wichtigsten nationalen Feste als auch viele lokale Traditionen und war das Ergebnis einer lebenslangen Forschung. Auch wenn das Werk methodisch kritisiert wurde, erreichte es hohes Ansehen in schottischen literarischen Kreisen. 2008 inszenierte das British Youth Music Theatre basierend auf dem Werk eine Bühnenproduktion beim Aberdeen International Youth Festival. Beteiligt waren der Komponist Gerard McBurney, der Dichter Iain Finlay Macleod, die Regisseurin Kath Burlinson und der Choreograf Struan Leslie.
1962 wurde McNeill für ihre Verdienste um die schottische Kultur als Member of the Order of the British Empire ausgezeichnet. Sie starb am 22. Februar 1973 in Edinburgh.

## Werke (Auswahl)
Volkskundliches
- Relic of Witch Cult. In: Folklore. Band 55, Nr. 4, 1944, S. 162, doi:10.1080/0015587X.1944.9717740.
- Hallowe’en: Its Origin, Rites and Ceremonies in the Scottish Tradition. Albyn Press, Edinburgh 1970.
- The Silver Bough: a Four Volume Study of the National and Local Festivals of Scotland. William MacLellan, Glasgow 1957, ISBN 0-86241-231-5.
  - Volume I: Scottish Folk-Lore and Folk-Belief
  - Volume II: A Calendar of Scottish National Festivals, Candlemas to Harvest Home
  - Volume III: A Calendar of Scottish National Festivals, Halloween to Yule
  - Volume IV: The Local Festivals of Scotland

Kulinarische Themen
- The Scots Kitchen: Its Traditions and Lore, with Old-time Recipes. Blackie & Son, Glasgow 1929.
- The Book of Breakfasts. Alexander MacLehose & Co., London 1932.
- The Camper’s Kitchen. Alexander Maclehose, London 1933 (openlibrary.org).
- Good Fare Christmas: Some Seasonal Recipes from the Independent Grocers of Scotland. Scottish Federation of Grocers’ & Provision Merchants’ Associations, Edinburgh 1945.
- Recipes from Scotland. Albyn Press, Edinburgh 1946 (archive.org).
- The Scots Cellar, Its Traditions and Lore. Richard Paterson, Edinburgh 1956 (archive.org).
- Highland Cookery. An Comunn Gaidhealach, Inverness 1971.